# À l'Olympia (Céline Dion)
À l'Olympia è il ventesimo album ed il secondo dal vivo della cantante canadese Céline Dion, pubblicato il 22 novembre 1994.

## Contenuti
(Céline Dion parlando dell'emozione di esibirsi all'Olympia)
L'album fu registrato durante le tappe in Francia del The Color Of My Love Tour e contiene le esibizioni di Céline Dion nel leggendario teatro parigino Olympia.
À l'Olympia include le più famose hit francofone come L'amour existe encore, Je danse dans ma tête e Des mots qui sonnent, oltre a successi internazionali come Where My Heart Beat Now, Love Can Move Mountains e The Power of Love. Inoltre, l'album presenta quattro nuove canzoni eseguite durante il concerto: Calling You (cover di Jevetta Steele e tema della colonna sonora del film Bagdad Café), Elle (proveniente dall'album C'est pour toi), un medley di canzoni della famosa opera-rock québecchese, Starmania ed il classico di Jacques Brel, Quand on n'a que l'amour.
Sebbene l'album À l'Olympia non fu disponibile nei più importanti mercati musicali (Stati Uniti, Regno Unito, Giappone, Australia), i singoli inglesi pubblicati sui lati B nel 1995 e nel 1996, includevano brani tratti da quest'album. Il video di questo concerto non fu mai pubblicato.
Quand on n'a que l'amour, Elle e Medley Starmania sono stati poi inseriti nella compilation francese di Céline del 2005, On ne change pas.

## Recensioni da parte della critica e successo commerciale
AllMusic recensì che "il materiale suona benissimo" e la "voce della Dion come sempre è una meraviglia tecnica".
Appena tre giorni dopo la pubblicazione, l'album vendette 100 000 copie vendute in Québec e più tardi ottenne il disco di platino per aver venduto 200 000 copie in Canada. L'album ha venduto un milione di copie solo in Europa ed è stato certificato disco di platino dall'IFPI. È stato anche certificato disco di platino in Francia. L'album ha raggiunto la top-ten in Francia e la trentunesima posizione in Canada, poiché le vendite del Québec non hanno influito sulla classifica degli album canadesi in quel momento. Sulla classifica del Belgio vallone, l'album, disponibile solo dall'aprile 1995, raggiunse la diciannovesima posizione.

## Tracce
1. Des mots qui sonnent – 4:15 (Luc Plamondon, Aldo Nova, Marty Simon)
2. Where Does My Heart Beat Now – 8:16 (Robert White Johnson, Taylor Rhodes)
3. L'amour existe encore – 4:18 (Plamondon, Riccardo Cocciante)
4. Je danse dans ma tête – 4:27 (Plamondon, Romano Musumarra)
5. Calling You (Cover) – 6:41 (Bob Telson)
6. Elle – 3:12 (Eddy Marnay, Paul Baillargeon)
7. Quand on arrive en ville / Les uns contre les autres / Le monde est stone / Naziland, ce soir on danse (Medley Starmania) – 6:33 (Plamondon, Michel Berger)
8. Le blues du businessman – 7:04 (Plamondon, Berger)
9. Le fils de Superman – 4:28 (Plamondon, Germain Gauthier)
10. Love Can Move Mountains – 5:25 (Diane Warren)
11. Un garçon pas comme les autres (Ziggy) – 3:19 (Plamondon, Berger)
12. The Power of Love – 6:08 (Gunther Mende, Candy DeRouge, Jennifer Rush, Mary Susan Applegate)
13. Quand on n'a que l'amour (Cover) – 4:07 (Jacques Brel)